# 烟台银行
烟台银行是一间位于中国山东省烟台市的城市商业银行，前身为1997年成立的烟台市商业银行，于2009年1月9日经中国银监会批准正式更名，同年3月25日正式开业。总部位于烟台港以南的阳光100国际中心。目前营业范围包括烟台市区（芝罘区、开发区、莱山区、福山区、牟平区）及龙口、招远、莱州、蓬莱、栖霞、莱阳、长岛、威海、东营。